# Сивјер
Сивјер (фр. Civières) насеље је и општина у северној Француској у региону Горња Нормандија, у департману Ер која припада префектури Andelys.
По подацима из 2011. године у општини је живело 219 становника, а густина насељености је износила 28,19 становника/km². Општина се простире на површини од 7,77 km². Налази се на средњој надморској висини од 113 метара (максималној 150 m, а минималној 82 m).

## Демографија
| 1962. | 1968. | 1975. | 1982. | 1990. | 1999. | 2011. |
| ----- | ----- | ----- | ----- | ----- | ----- | ----- |
| 107   | 115   | 133   | 132   | 194   | 227   | 219   |

График промене броја становника у току последњих година